# 이나즈미 다이스케
이나즈미 다이스케(일본어: 稲積 大介, 1997년 5월 8일~)는 일본의 축구 선수이다.

## 구단 경력
그는 2020년 J3리그의 후지에다 MYFC에 입단했다. 2021년까지 32경기에 출전하여, 2득점을 넣었다. 2022년 일본 풋볼 리그의 고치 유나이티드 SC로 이적했다. 2023년 J3리그의 반라우레 하치노헤로 이적했다.